# Ercan Kesal
Ercan Kesal (Avanos, 12 settembre 1959) è un attore, regista, sceneggiatore e scrittore turco.

## Biografia
Nato nel 1959 nel distretto di Avanos, in provincia di Nevşehir (Turchia), Ercan Kesal ha completato l'istruzione primaria e secondaria ad Avanos e quella superiore a Niğde e Nevşehir. Nel 1984, dopo aver frequentato la facoltà di scienze politiche presso l'Università di Ankara e il dipartimento di odontoiatria dell'Università di Ege, si è laureato presso la facoltà di medicina.
Ha lavorato come medico presso l'ospedale statale di Keskin e il centro sanitario di Bala e dei suoi villaggi e successivamente ha lavorato nel settore privato. Ha iniziato a recitare nel 2002 nel film Uzak del regista Nuri Bilge Ceylan. Ha anche scritto la sceneggiatura per il film C'era una volta in Anatolia (Bir Zamanlar Anadolu'da), insieme a Nuri Bilge ed Ebru Ceylan. Nel 2011 il film ha ricevuto una nomination come Miglior sceneggiatura agli Asia Pacific Screen Awards.
Oltre alla carriera di recitazione, ha pubblicato diversi libri, tra cui Peri Gazozu (2013), Nasipse Adayız (2015), Cin Aynası (2016), Bozkırda Bir Gece Yarısı (2017) e Aslında... (2017), editi da İletişim Yayınları e Evvel Zaman (2014), edito da İthaki Yayınları.

## Vita privata
Dal 2005 è sposato con l'attrice Nazan Kesal, dalla quale ha avuto un figlio, Poyraz.

## Filmografia

### Attore

#### Cinema
- Uzak, regia di Nuri Bilge Ceylan (2002)
- Le tre scimmie (Üç Maymun), regia di Nuri Bilge Ceylan (2008)
- Vavien, regia di Taylan Biraderler (2009)
- Albatrosun Yolculuğu, regia di Cengis Temuçin Asiltürk (2010)
- Saç, regia di Tayfun Pirselimoğlu (2010)
- C'era una volta in Anatolia (Bir Zamanlar Anadolu'da), regia di Nuri Bilge Ceylan (2011)
- Hükümet Kadın, regia di Sermiyan Midyat (2012)
- Muffa (Küf), regia di Ali Aydın (2012)
- Hükümet Kadın 2, regia di Sermiyan Midyat (2013)
- Sen Aydınlatırsın Geceyi, regia di Onur Ünlü (2013)
- Yozgat Blues, regia di Mahmut Fazıl Coşkun (2013)
- Ben O Değilim, regia di Tayfun Pirselimoğlu (2014)
- Bulantı, regia di Zeki Demirkubuz (2015)
- Yol Kenarı, regia di Tayfun Pirselimoğlu (2016)
- Die Hölle, regia di Stefan Ruzowitzky (2017)
- Eksi Bir, regia di Orhan Oğuz (2017)
- Kelebekler, regia di Tolga Karaçelik (2018)
- Paranın Kokusu, regia di Ahmet Boyacioglu (2018)
- Görülmüştür, regia di Serhat Karaaslan (2019)
- Nasipse Adayız, regia di Ercan Kesal (2020)
- 9,75, regia di Uluç Bayraktar (2020)
- Beni Çok Sev, regia di Mehmet Ada Öztekin (2021)
- Ümitli Karanlık Yolculuk, regia di Kubilay Aksun (2022)
- Öldürdüğün Şeyler, regia di Alireza Khatami (2025)
- Idea, regia di Tayfun Pirselimoğlu (2025)
- Toz, regia di Sait Tarakcioglu (2025)
- Metruk Adam, regia di Çagri Vila Lostuvali (2025)

#### Televisione
- Kayıp Şehir – serie TV, 1 episodio (Kanal D, 2012)
- Ben de Özledim – serie TV, 1 episodio (Star TV, 2013)
- İçerde – serie TV, 3 episodi (Show TV, 2016)
- Çukurdakiler – serie TV, 1 episodio (Show TV, 2017)
- Çukur – serie TV, 71 episodi (Show TV, 2017, 2019, 2021)
- Alef – serie TV, 2 episodi (FX, BluTV, 2020)
- Menajerimi Ara – serie TV, 1 episodio (Star TV, 2020)
- Üç Kuruş – serie TV, 1 episodio (Show TV, 2021)
- Tradimento (Aldatmak) – serie TV, 71 episodi (ATV, 2022-2024)
- Magarsus – serie TV, 4 episodi (BluTV, 2023)
- Halef – serie TV (Star TV, 2025)
- Masumiyet Müzesi – serie TV (Netflix, 2025)

#### Cortometraggi
- Derin, regia di Anil Dinç (2010)
- Derin Nefes Al, regia di Başak Büyükçelen (2012)
- Shift 12-48, regia di Fatih Özdemir (2012)
- Salıncak, regia di Nazan Kesal (2013)
- Badana, regia di Emre Doğan (2014)
- Black Sun, regia di Arda Çiltepe (2019)
- Les criminels, regia di Serhat Kara Aslan (2020)
- Kismet, regia di Emre Sert e Gözde Yetiskin (2020)

### Regista

#### Cinema
- Findiktan Sonra, regia di Ercan Kesal (2018)
- Nasipse Adayız, regia di Ercan Kesal (2020)

### Sceneggiatore

#### Cinema
- Le tre scimmie (Üç Maymun), regia di Nuri Bilge Ceylan (2008)
- C'era una volta in Anatolia (Bir Zamanlar Anadolu'da), regia di Nuri Bilge Ceylan (2011)
- Anons, regia di Mahmut Fazıl Coşkun (2017)
- Nasipse Adayız, regia di Ercan Kesal (2020)

#### Cortometraggi
- Salıncak, regia di Nazan Kesal (2013)

## Teatro
- Mevsimler, presso i teatri cittadini della municipalità metropolitana di Eskişehir
- Ayazmanın Yılanı, presso il teatro Poyraz (2023)

## Opere
- Ercan Kesal, Peri Gazozu, İletişim Yayınları, 2013, ISBN 9789750512018.
- Ercan Kesal, Evvel Zaman, İthaki Yayınları, 2014, ISBN 9786053753780.
- Ercan Kesal, Nasipse Adayız, İletişim Yayınları, 2015, ISBN 9789750518447.
- Ercan Kesal, Cin Aynası, İletişim Yayınları, 2016, ISBN 9789750520358.
- Ercan Kesal, Bozkırda Bir Gece Yarısı, İletişim Yayınları, 2017, ISBN 9789750521638.
- Ercan Kesal, "Aslında...", İletişim Yayınları, 2017, ISBN 9789750522796.
- Ercan Kesal, Kendi Işığında Yanan Adam Tanıdığım Metin Erksan, İletişim Yayınları, 2018, ISBN 9789750525285.
- Ercan Kesal, Velhasıl, İletişim Yayınları, 2019, ISBN 9789750527494.
- Ercan Kesal, Hekimlik Sanatı, İletişim Yayınları, 2023, ISBN 9789750535055.

## Doppiatori italiani
Nelle versioni in italiano dei suoi film e delle sue serie TV, Ercan Kesal è stato doppiato da:
- Luca Biagini[18] ne Le tre scimmie[19]
- Roberto Stocchi[20] in C'era una volta in Anatolia[21]
- Bruno Alessandro[22] in Muffa[23]
- Nicola Marcucci[24] in Tradimento[25]

## Riconoscimenti
- Adana Film Festival
  - 2013: Vincitore come Miglior attore per il film Yozgat Blues[26]
  - 2020: Vincitore come Miglior sceneggiatore
  - 2020: Vincitore come Miglior regista per il film Nasipse Adayız
  - 2020: Vincitore come Miglior film per Nasipse Adayız, insieme a Kerem Çatay
- Asia Pacific Screen Awards
  - 2011: Candidato come Miglior sceneggiatura per il film C'era una volta in Anatolia (Bir Zamanlar Anadolu'da), insieme a Nuri Bilge Ceylan ed Ebru Ceylan
- Ayakli Gazete TV Stars Awards
  - 2021: Vincitore come Miglior attore in un film per Nasipse Adayız
  - 2021: Candidato come Miglior regista in un film per Nasipse Adayız
- Festival cinematografico di Norimberga "Turchia-Germania"
  - 2022: Vincitore come Miglior attore per il film Nasipse Adayız
- Festival del cinema d'arte slovacco
  - 2013: Vincitore come Miglior attore per Muffa (Küf)[27]
- FEST International Film Festival
  - 2021: Vincitore come Miglior regista esordiente per il film Nasipse Adayız
- Istanbul Film Festival
  - 2013: Vincitore del concorso nazionale per il film Yozgat Blues[28]
  - 2020: Vincitore come Miglior regista per il film Nasipse Adayız
- Sadri Alisik Theatre and Cinema Awards
  - 2009: Vincitore come Miglior attore non protagonista per il film Le tre scimmie (Üç Maymun)[29][30]
  - 2014: Candidato come Miglior interpretazione di un attore in un film drammatico per Yozgat Blues
- Shanghai International Film Festival
  - 2020: Premio del pubblico per il film Nasipse Adayız
- Sumadija International Film Festival
  - 2021: Candidato come Miglior lungometraggio per Nasipse Adayız
- Turkish Film Critics Association (SIYAD) Awards
  - 2008: Candidato come Miglior sceneggiatura per il film Le tre scimmie (Üç Maymun), insieme a Nuri Bilge Ceylan ed Ebru Ceylan
  - 2011: Vincitore come Miglior attore non protagonista per il film C'era una volta in Anatolia (Bir Zamanlar Anadolu'da)[31][32]
  - 2011: Vincitore come Miglior sceneggiatura per il film C'era una volta in Anatolia (Bir Zamanlar Anadolu'da), insieme a Nuri Bilge Ceylan ed Ebru Ceylan
  - 2013: Candidato come Miglior attore per il film Muffa (Küf)
  - 2013: Candidato come Miglior attore per il film Yozgat Blues
  - 2014: Candidato come Miglior attore per il film Ben O Değilim
  - 2020: Candidato come Miglior attore per il film Nasipse Adayız
  - 2020: Vincitore come Miglior regista per il film Nasipse Adayız
  - 2020: Vincitore come Miglior sceneggiatura per il film Nasipse Adayız
- Yesilcam Awards
  - 2008: Candidato come Miglior attore non protagonista per il film Le tre scimmie (Üç Maymun)
  - 2008: Vincitore come Miglior sceneggiatura per il film Le tre scimmie (Üç Maymun), insieme a Nuri Bilge Ceylan ed Ebru Ceylan[33][34]
  - 2011: Vincitore come Miglior sceneggiatura per il film C'era una volta in Anatolia (Bir Zamanlar Anadolu'da)[35]